# ローレンス・ワシントン (1659–1698)
ローレンス・ワシントン（Lawrence Washington、1659年9月 - 1698年2月）は、バージニア植民地の弁護士、農場主。ジョージ・ワシントンの祖父。

## 家族
1659年9月にジョン・ワシントンとアン・ポープの長男として、のちのバージニア州ウェストモアランド郡ブリッジクリークで生まれた。ジョン（1660年頃 - 1698年）、アン（1660年頃 - 1697年）の2人の弟妹がいた。
父方の祖父ローレンス・ワシントンにちなんで命名された。

## 経歴
当時の慣習である長子相続に従い、イギリスに留学し、弁護士としての訓練を受けた。
父の死後、ポトマック川の2つの土地を相続した。Mattox CreekとLittle Hunting Creek（後に孫ローレンス・ワシントンによりマウントバーノンと改名）である。彼が一生この経営に実質的に関わらなかったことは、農園よりも政治や法律に興味があったことを示唆している。
1688年、オーガスティン・ワーナー・ジュニアの娘ミルドレッド・ゲイルと結婚した。1698年2月、38歳で亡くなった。
その後、ミルドレッドはジョージ・ゲイルと再婚し、イングランドのホワイトヘブンに引っ越し、1701年に死亡した。

## 子供
- ジョン・ワシントン （1692年 - 1746年）
- オーガスティン・ワシントン （1694年 - 1743年）
- ミルドレッド・ワシントン （1698年 - 1747年）